# ベネラ15号
ベネラ15号（ロシア語：Венера-15）は、ソビエト連邦が計画した、金星を目指した惑星探査機である。この無人探査機の目的は金星表面の詳細な地表図を作成することであった。探査機は次のベネラ16号と共に以前のベネラ計画探査機を改造したものが用いられている。

## 概要
ベネラ15号は1983年6月2日に打上げられ、同年10月10日に金星軌道へ到達した。数日の間をおいて16号も追従し、これらの探査機は互いに約4°ずれた軌道平面で金星を周回した。探査機は金星北半球で近地点1000 km°遠地点65000 kmになる24時間周期軌道を取っていた。
ベネラ15号は16号と共に金星北半球北緯30°付近（金星表面の約25%）を8か月間スキャンした。

## 構造
ベネラ15・16号は共にベネラ9号 - 14号探査機をベースとした共通構造となっていた。これらは長さ5 m、直径60 cmのボディの片方に1.4 mの高さの弓形合成開口レーダーが載っていて、さらに同じ箇所に直径1 mの電波高度計用のパラボラアンテナも搭載されていた。ラジオ高度計アンテナ電気軸はボディ軸とリンクしており、もう1つの合成開口レーダーの方は10度外側に向けて取付けられていた。観測中は電波高度計が惑星表面に鉛直に向くように機体向きが調整され、その間合成開口レーダーは10度外側を見るようになっていた。アンテナが付いている部分の反対側は燃料タンクと推進機関が搭載された円柱形構造となっていた。ボディ両端には太陽電池パネルが翼状に広がっている。さらにボディの側面には直径2.6 mの地球との通信用のパラボラアンテナが付いていた。15・16号共に重量は4000 kgであった。
ベネラ15・16号は共に合成開口レーダーを備え、これにより金星の厚い雲を通して地表を観測することを目的としていた。観測されたデーターはイメージが完全となるまで観測器内部に搭載されたコンピューターへ保存された。
以下に探査機に搭載された機材を示す。
- Polyus-V合成開口レーダー
- オメガレーダー高度計
- 赤外線スペクトラムレーダー
- 宇宙線探知機（6つのセンサー）
- 太陽プラズマ採取機